# Beroide
Beroide è una frazione del comune di Spoleto, in provincia di Perugia, situata in pianura a 223 m s.l.m..
Secondo i dati del censimento Istat del 2001, gli abitanti sono 267.
Il castello, ricordato nelle cronache locali per l'opposizione che capitanò contro Spoleto, insieme ai castelli del piano, nel 1440, e che costrinse il cardinale Vitelleschi ad ordinarne l'abbattimento delle mura, è circondato dalle mura e conserva le sue due porte. Su di esse spicca il campanile della chiesa di San Michele, che conserva tracce di affreschi medioevali alla base. 
La chiesa, interamente restaurata con i fondi del terremoto del settembre 1997, conserva una pala con la Madonna col Bambino con San Francesco e San Carlo Borromeo firmata dal francese Noel Quillerier e datata 1625.
Da ricordare anche la chiesa di S. Antonio Abate, che presenta nell'abside un ciclo di affreschi cinquecenteschi sulla vita del santo con didascalie in volgare.
Restaurata nel tetto a spese dei proprietari dei terreni circostanti, la piccola e preziosa chiesetta tuttavia rivela gravi crepe che ne minano l'integrità.
Nel mese di agosto vi si svolge la Sagra dell'Anguilla e del Gambero di Fiume il cui sito web è il seguente: www.beroide.it

## Galleria d'immagini

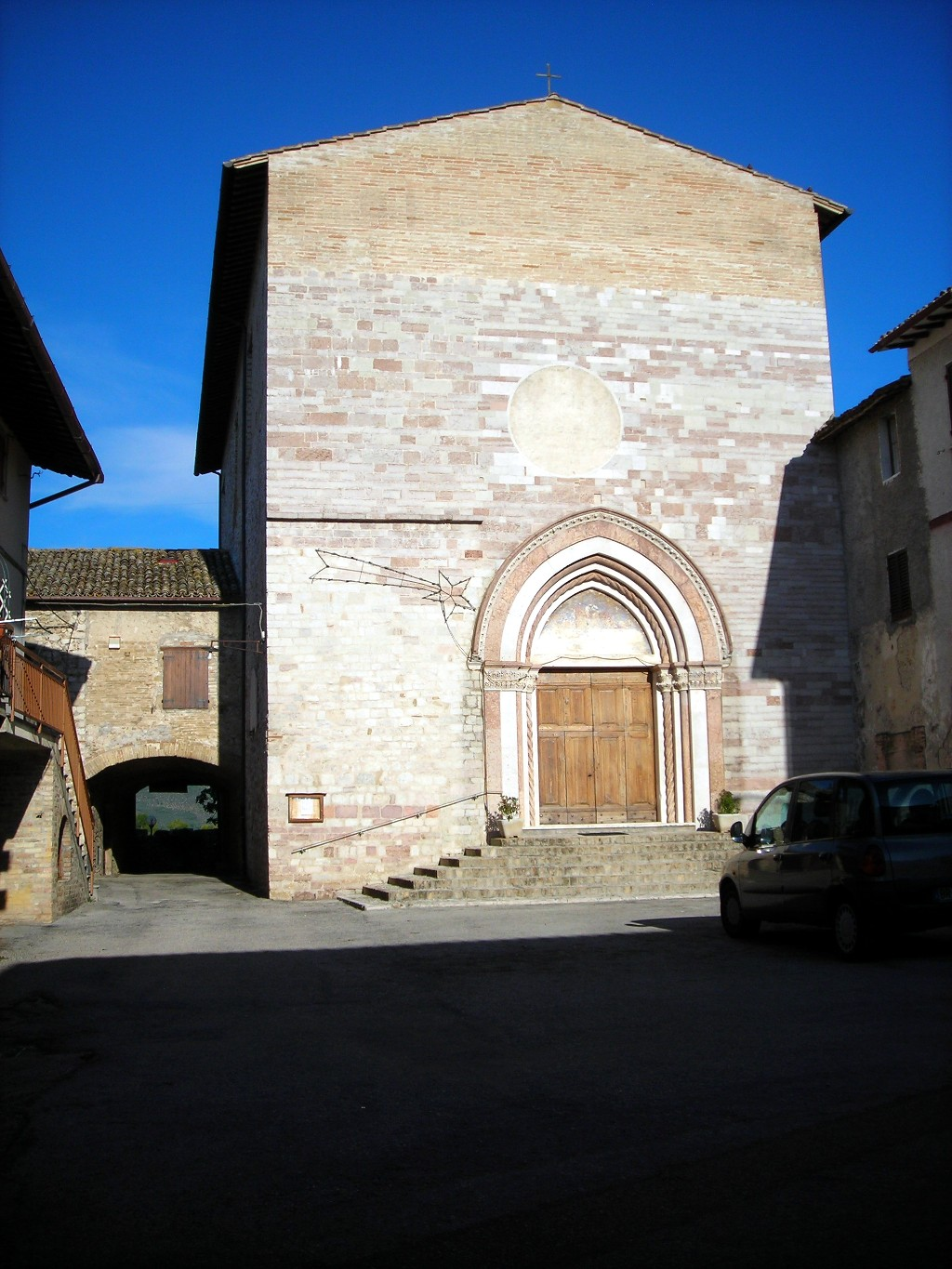
Facciata della chiesa di San Michele